# تفریحگاه

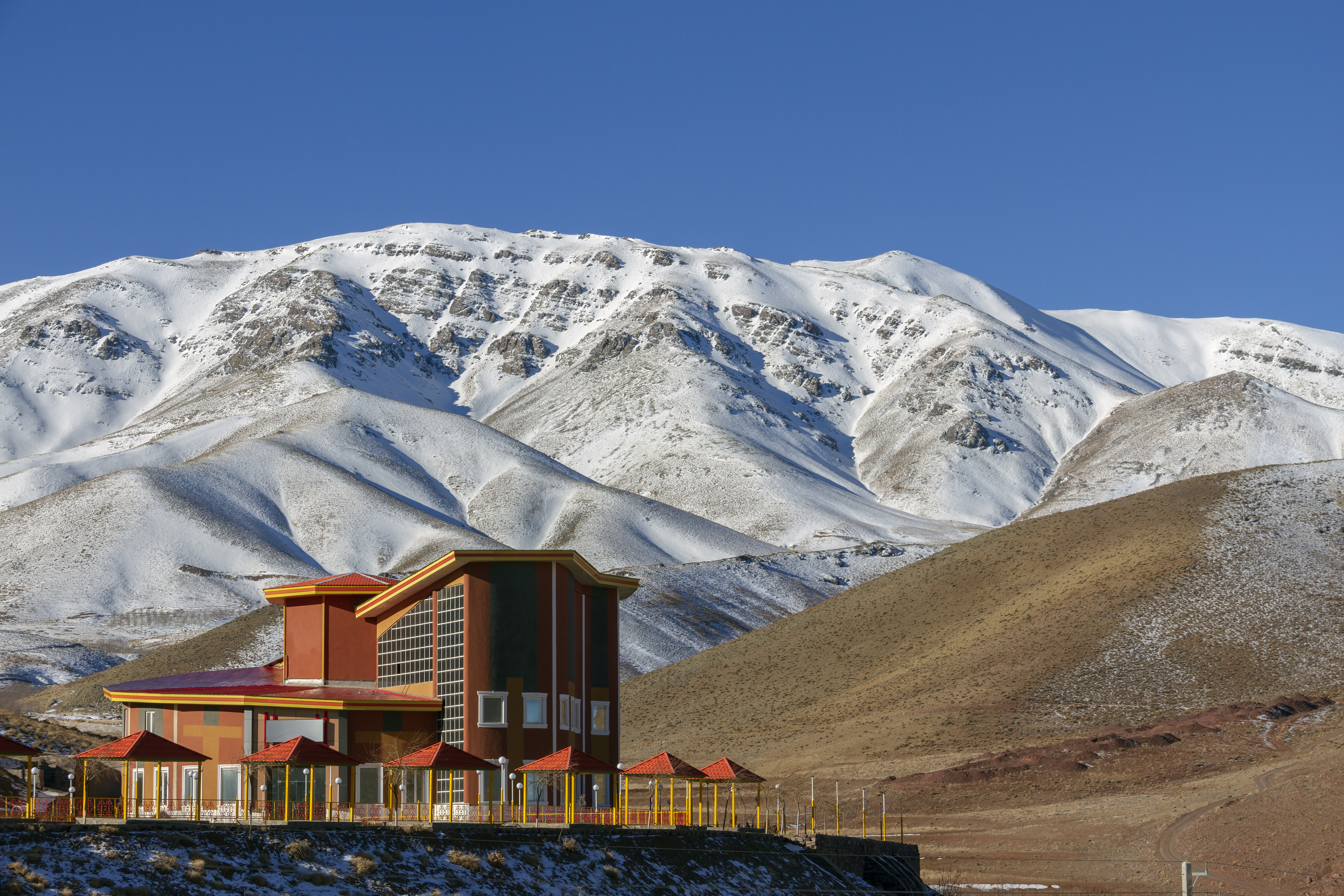
منظره زمستانی یک مجتمع اقامتی استراحتی در استان قم

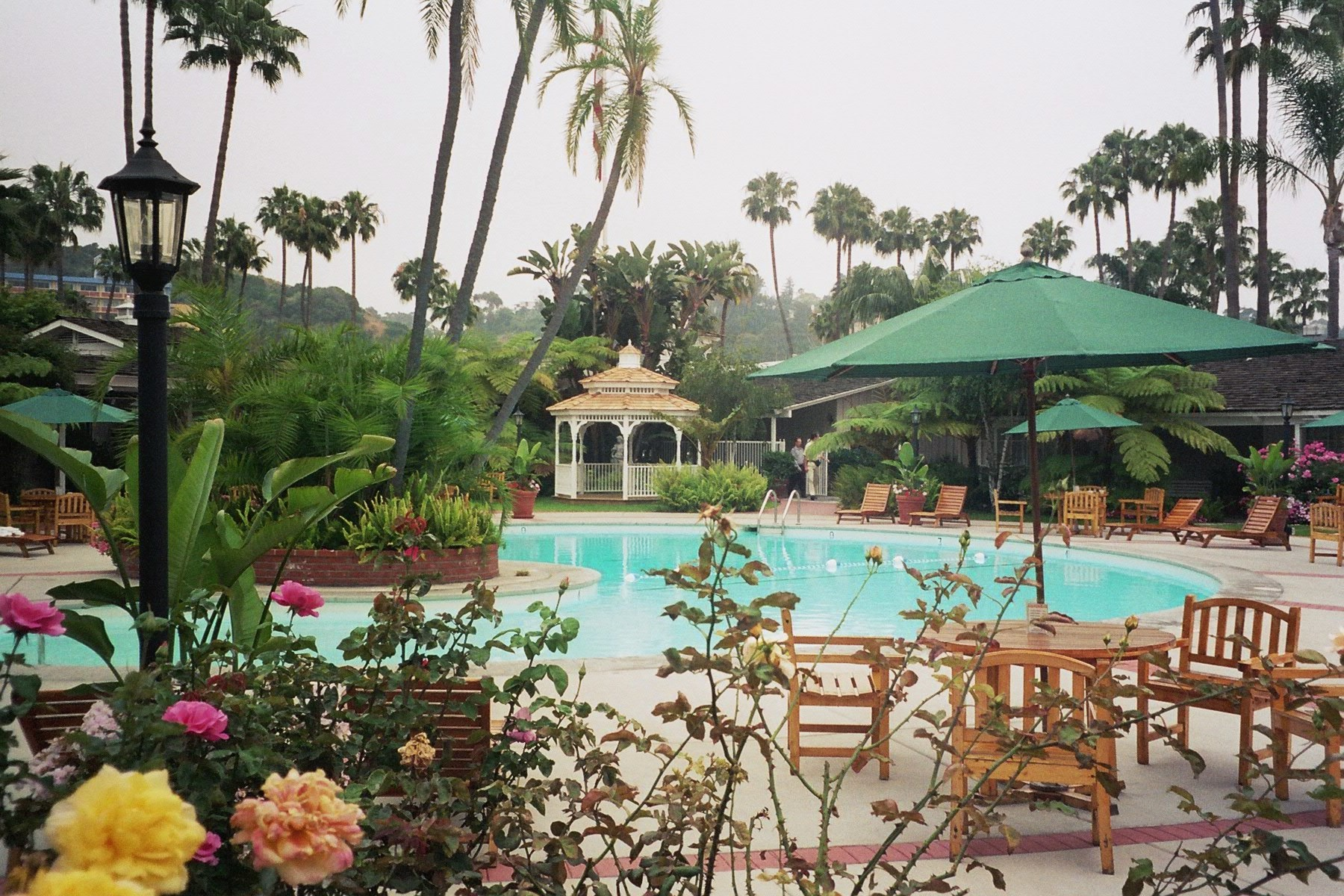
استراحتگاه ترکیبی از هتل و انواع تفریحات مانند استخرهای شنا است.

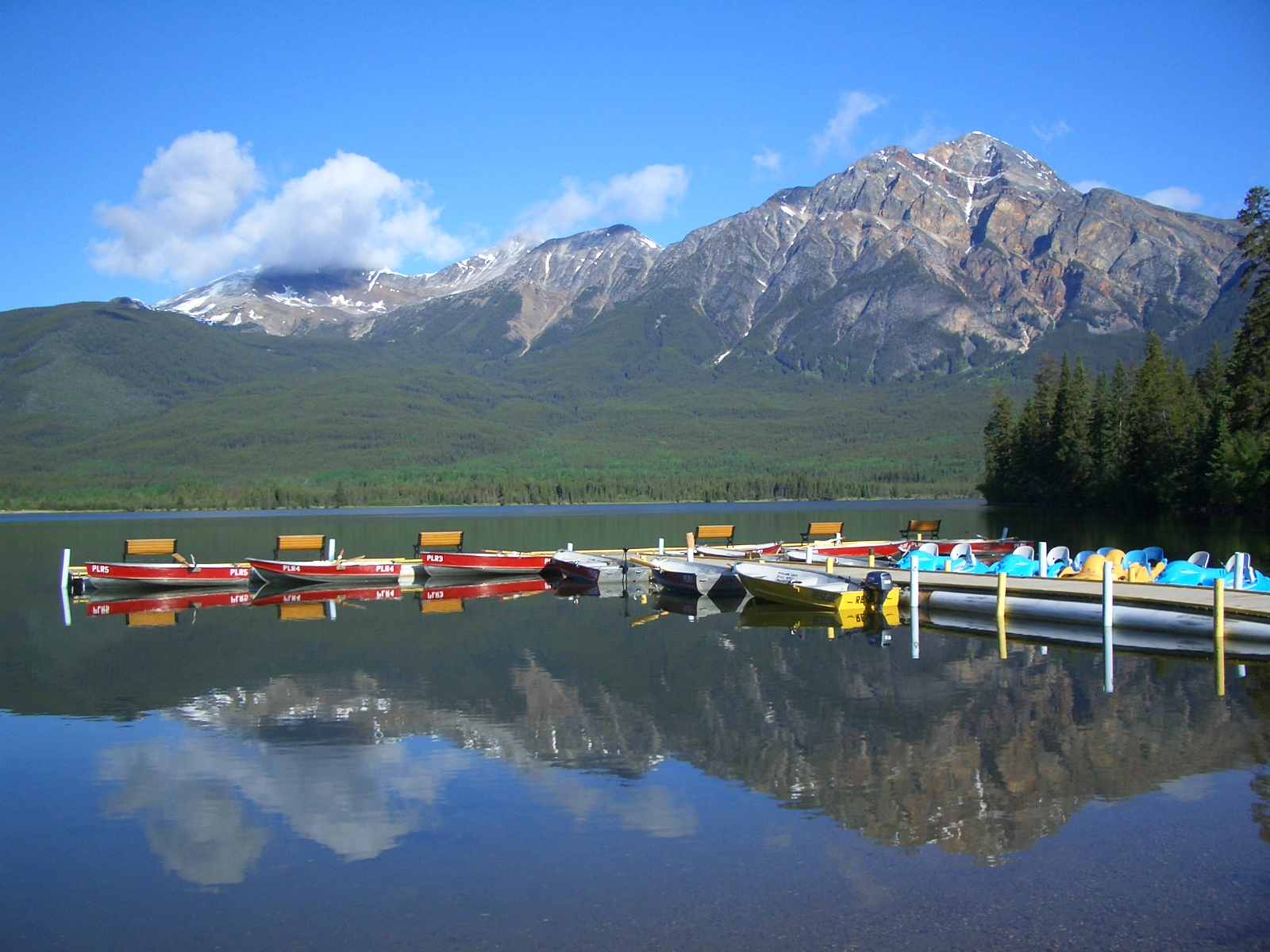
قایقرانی در دریاچه، تفریحی ارائه شده در یک استراحتگاه کنار دریاچه در جاسپر، آلبرتا، ایالات متحده آمریکا.

تفریحگاه، مجتمع اقامتی، مجتمع رفاهی-تفریحی و مانند آن، عناوین مکان‌هایی هستند که بیشترین خدمات و امکانات لازم برای مسافران در طول اقامتشان ارائه می‌شود. چنین خدماتی شامل خوراک، نوشیدنی‌ها، محل اقامت (هتل یا مهمانسرا)،  امکانات ورزشی، سرگرمی و خرید می‌شود.
دو اصطلاح هتل و تفریحگاه (برابر واژه resort انگلیسی) از یکدیگر متمایزند اما ممکن است اصطلاح تفریحگاه برای هتلی که مجموعه وسیعی از امکانات سرگرمی و فعالیت‌های تفریحی را فراهم کند نیز به کار برود.

## شهر تفریحگاهی
به شهر یا شهرکی گفته می‌شود که بیشترین فضاها و فعالیت‌ها و امکانات آن در رابطه با گردشگری و تفریحات باشد. تفریحگاه یا شهر تفریحی کنار دریا به نام تفریحگاه ساحلی شناخته می‌شود. استراحتگاه اسکی، تفریحگاه کوهستانی و تفریحگاه آب‌گرم نمونه‌های دیگر هستند. شهرهایی مانند سوچی در روسیه با شرم الشیخ در مصر، Barizo در اسپانیا، کورتینا دامپتزو در ایتالیا، دروسکینینکای در لیتوانی، کانکون در مکزیک، نیوپورت، رود آیلند و کی وست فلوریدا در ایالات متحده آمریکا، ایسچگل در اتریش، سنت موریتز در سوئیس، بلکپول و برایتون در انگلستان نمونه‌های شهرهای تفریحگاهی هستند.

### جزیره تفریحی

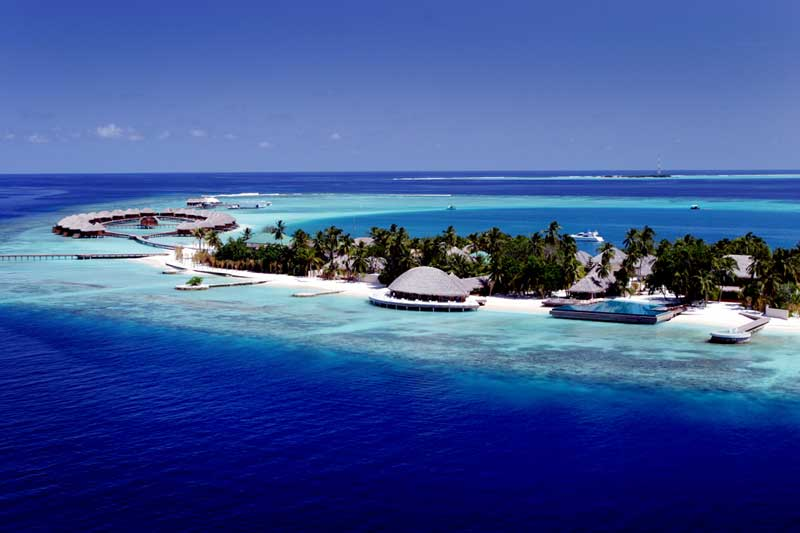
یک جزیره تفریحی در مالدیو.

جزیره تفریحی، جزیره یا یک مجمع‌الجزایر است که شامل تفریحگاه و هتل‌ها و رستوران‌ها، جاذبه‌های گردشگری و امکانات مرتبط با گردشگری است. مالدیو مشهورترین جزایر گردشگری را دارد. جزیره کیش در ایران یک جزیرهٔ تفریحگاهی محسوب می‌شود.

### تفریحگاه ساحلی

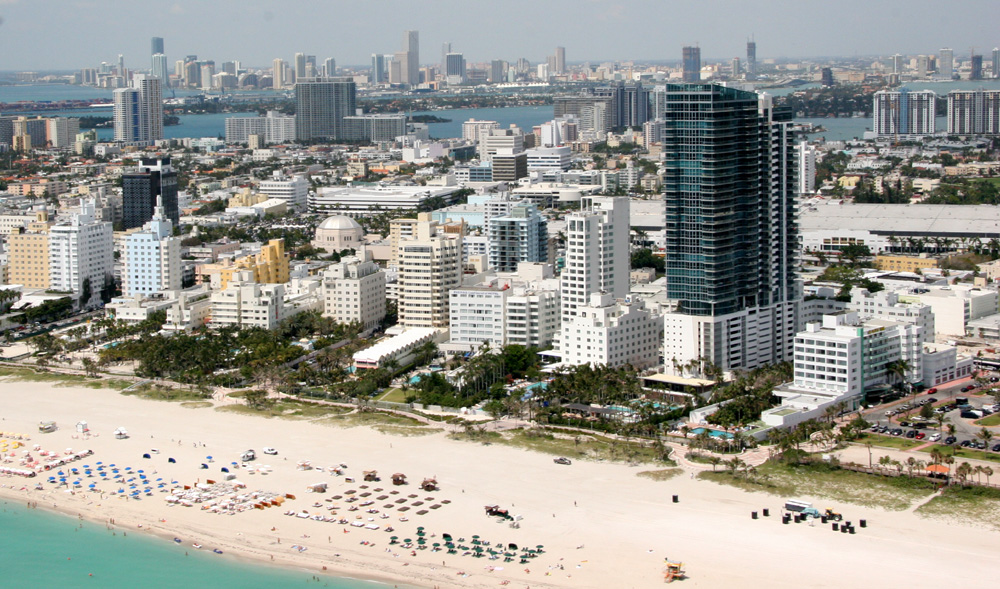
ساحل میامی در فلوریدا.

تفریحگاه ساحلی اقامتگاهی تفریحی است که در ساحل بنا می‌شود. سینما و تئاتر در کنار بارها، رستوران‌ها و کاباره‌ها از امکانات آنهاست. در مناطق گرمسیر و فصل تابستان، تفریحگاه‌های ساحلی تقاضای بیشتری نسبت به سایر زمان‌ها دارند.

### تفریحگاه اسکی
در آمریکای شمالی

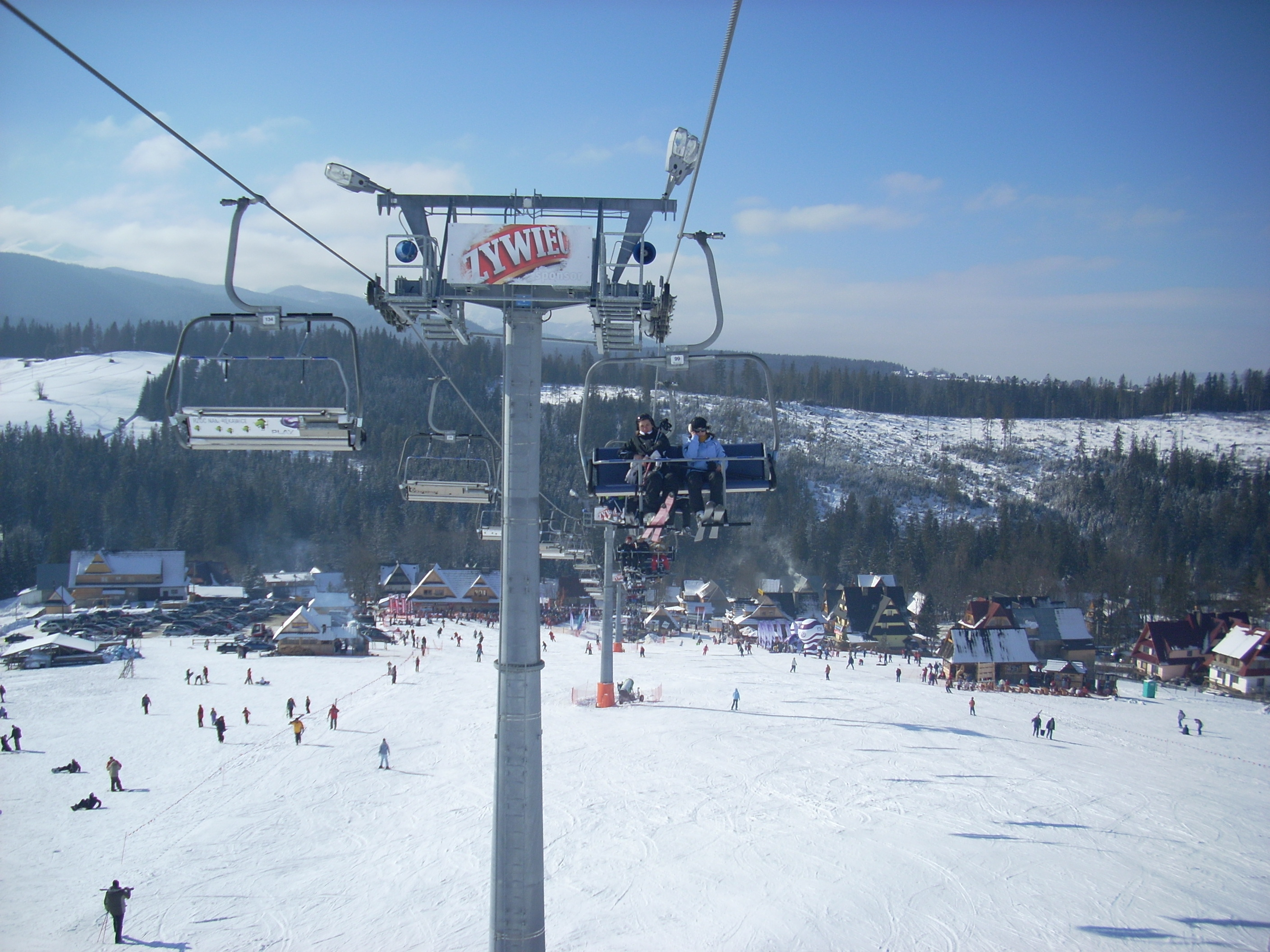
نمایی از یک نمونه پیست اسکی و بالابر اسکی

تفریحگاه اسکی به شهرها و روستاهایی که در کوهستانها و مناطق اسکی قرار دارند و امکاناتی برای اسکی‌کنندگان فراهم می‌کنند گفته می‌شود. هتل، کلبه ییلاقی و اجاره تجهیزات اسکی و آموزش اسکی و امکانات تفریحی در این استراحتگاه‌ها دیده می‌شود.
یک پیست اسکی به‌طور کلی یک تفریحگاه مقصد محسوب می‌شود و وابستگی به شهر یا روستای اطراف خود ندارد.

### تفریحگاه فراگیر

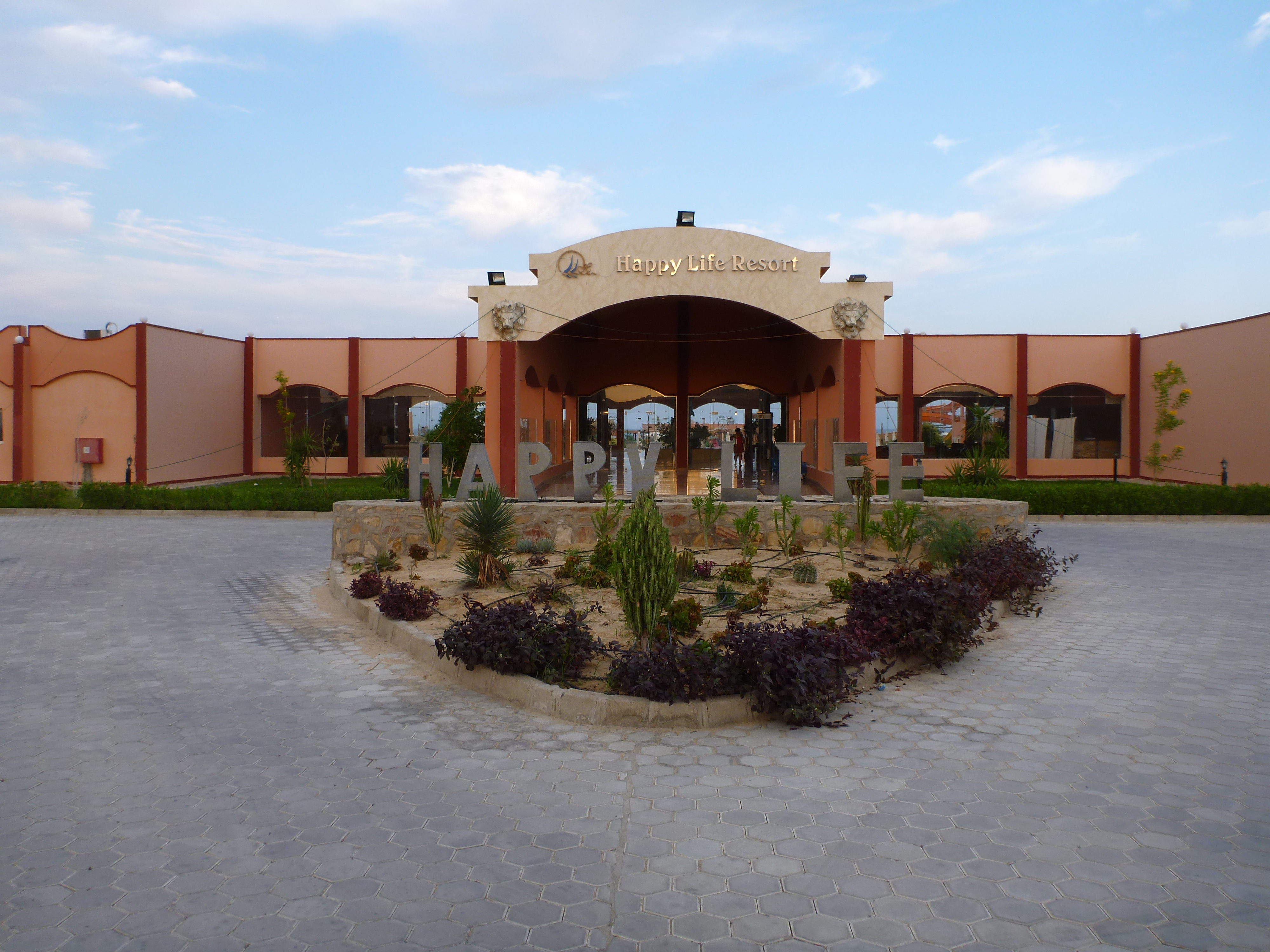
ورودی از یک استراحتگاه فراگیر در مصر

تفریحگاه فراگیر (به انگلیسی all-inclusive) به گونه‌ای است که با پرداخت بهایی ثابت، امکان دسترسی به تمام یا بیشتر خدمات، امکانات و خوراکی‌ها فراهم شده و بهای افزوده برای هر مورد پرداخت نمی‌شود.
تفریحگاه فراگیر سه وعده غذا در روز فراهم می‌کند و نوشابه و بیشتر نوشیدنی‌های الکلی‌ها را ارائه می‌دهد. بسیاری از خدمات و امکانات استراحتگاه نیز در قیمت ارائه‌شده لحاظ شده‌است.
برخی از تفریحگاه‌های فراگیر طراحی شده‌اند برای موارد خاص تفریحی. برای مثال ممکن است فقط پذیرای بزرگسالان یا زوج‌ها باشند. بقیه تفریحگاه‌ها معمولاً خانوادگی هستند.

### تفریحگاه و ورزش
تفریحگاه تندرستی گونه‌ای از امکانات اقامتی تفریحگاهی است که خدمات و بهداشتی و تندرستی را ارائه می‌دهد. ممکن است این تفریحگاه‌ها در کنار چشمه‌های آب سرد یا آب گرم احداث شوند.

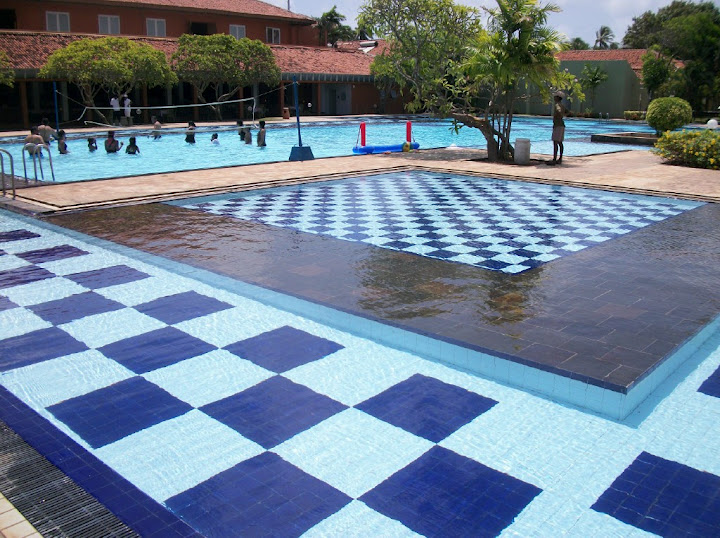
استخر شنا در استراحتگاهی در سریلانکا

تفری گلف به صورت خاص برای علاقه‌مندان ورزش گلف ساخته می‌شوند و یک یا چند زمین گلف و باشگاه و محل اجتماعات دارند.
.